# Chuchiltón
Chuchiltón är en ort i Mexiko.   Den ligger i kommunen Larráinzar och delstaten Chiapas, i den sydöstra delen av landet, 700 km öster om huvudstaden Mexico City. Chuchiltón ligger 1 882 meter över havet och antalet invånare är 594.
Terrängen runt Chuchiltón är kuperad åt sydväst, men åt nordost är den bergig. Runt Chuchiltón är det ganska tätbefolkat, med 166 invånare per kvadratkilometer. Närmaste större samhälle är Bochil, 7,8 km nordväst om Chuchiltón. I omgivningarna runt Chuchiltón växer i huvudsak städsegrön lövskog.